# Luc Sels
 (juin 2017).
Luc Sels, né à Merksem en 1967, est un sociologue et un professeur d'économie du travail à la KU Leuven. Le 9 mai 2017 il a élu recteur de la KU Leuven. Il dépasse Rik Torfs de quelques dizaines de voix.
Il était doyen de la faculté d'économie depuis 2008. Il est devenu docteur de la faculté des sciences sociales en 1996 et est professeur ordinaire depuis 2004.